# Glenboig
Glenboig är en ort i Storbritannien.   Den ligger i kommunen North Lanarkshire och riksdelen Skottland, i den centrala delen av landet, 500 km nordväst om huvudstaden London. Glenboig ligger 89 meter över havet och antalet invånare är 1 468.
Terrängen runt Glenboig är platt, och sluttar västerut. Runt Glenboig är det tätbefolkat, med 819 invånare per kvadratkilometer. Närmaste större samhälle är Glasgow, 13,5 km väster om Glenboig. Runt Glenboig är det i huvudsak tätbebyggt.